# باغ دختران
باغ دُختران نام محله‌ایی در مرکز شهر خرم‌آباد است. این محله در ضلع شرقی پل صفوی واقع شده است و وجه تسمیه آن به دلیل بازی دختران در باغ‌های این محله است. بافت خانه‌ها و کوچه‌های این محله به علت گذر جوی‌های آب فراوان نامنطم است.